# Chet Atkins

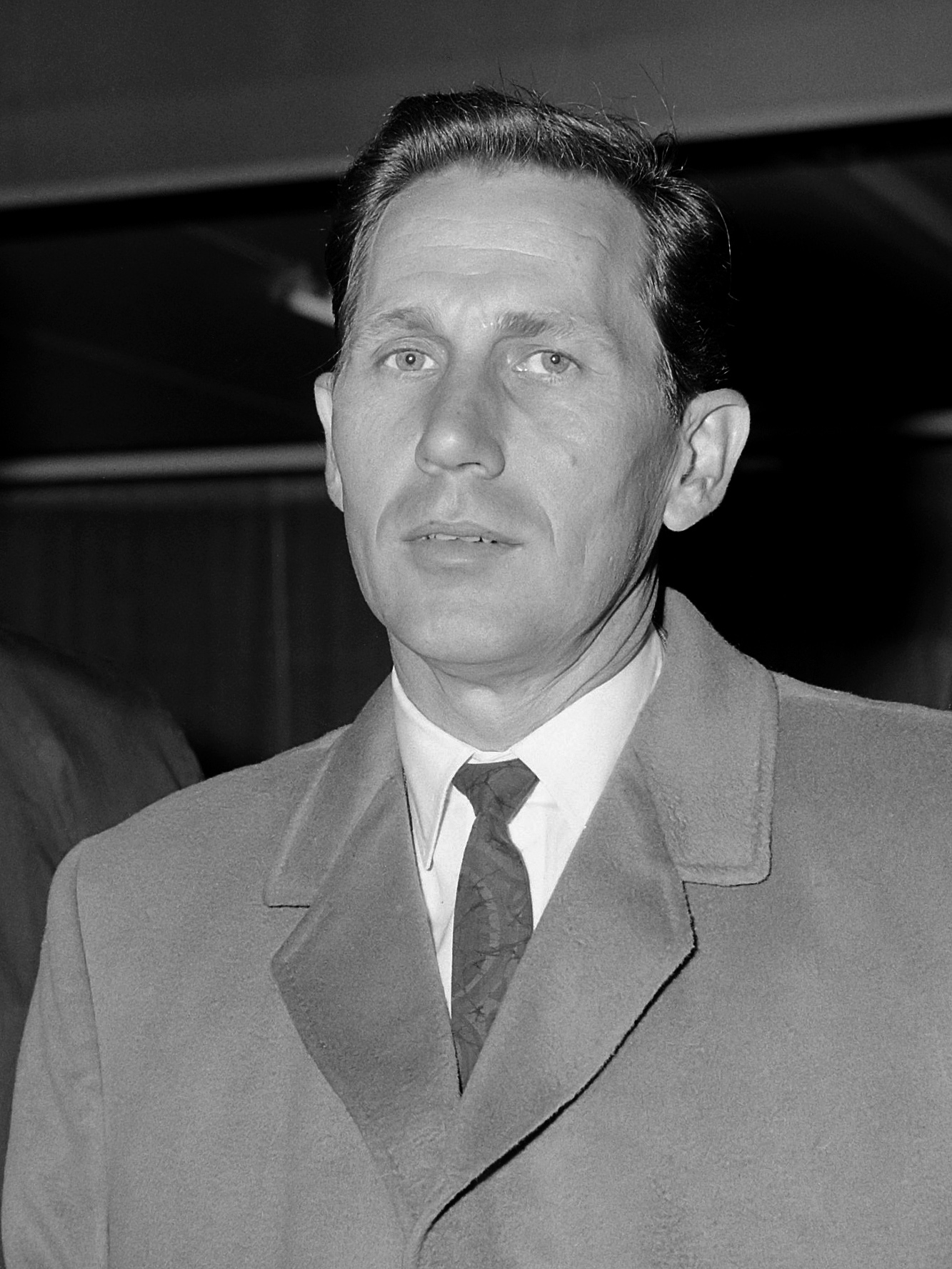
Chet Atkins, 1965

Chester Burton „Chet“ Atkins (* 20. Juni 1924 in Luttrell, Union County, Tennessee; † 30. Juni 2001 in Nashville; auch bekannt als „Mister Guitar“ und „The Country Gentleman“) war ein US-amerikanischer Gitarrist, Country-Musiker, Produzent und Mitbegründer des Nashville Sound. Er wurde mit zahlreichen Auszeichnungen bedacht, darunter 14 Grammys.

## Leben

### Anfänge
Chester „Chet“ Atkins wuchs nach der Scheidung der Eltern gemeinsam mit den Geschwistern bei seiner Mutter auf. Seine Brüder Lowell und Jim Atkins, die selbst Gitarre spielten, überredeten ihn, sich an der Fiddle zu versuchen. Mit neun Jahren tauschte er eine alte Pistole gegen eine Gitarre ein und begann auf dieser zu üben. Sein Vorbild war Merle Travis, dessen „rollenden“ Stil er zu imitieren versuchte. Anders als Travis, der für sein sogenanntes „Travis-Picking“ mit Daumen und Zeigefinger bekannt ist, benutzte Atkins Daumen, Zeigefinger und Ringfinger für den von ihm gespielten Picking-Stil.
Nach seinem Schulabschluss 1941 bekam Atkins ein Engagement als Fiddler in der Bill Carlisle Radioshow in Knoxville in Tennessee. In dieser Zeit spielte er erstmals mit dem Country-Comedy-Duo Homer and Jethro zusammen. Einige Jahre später zog er nach Cincinnati und arbeitete dort für einen Radiosender. 1946 schloss er sich der Band von Red Foley an und ging mit ihm nach Nashville. Im selben Jahr nahm er bei Bullet Records, einem kleineren Label in Nashville, seine erste Single auf. Er wechselte noch mehrmals Stadt und Radiosender, bevor er 1947 von Steve Sholes, dem Chef der Country-Abteilung von RCA Victor, unter Vertrag genommen wurde. Atkins war bei einigen frühen Aufnahmen von Elvis Presley im Studio verantwortlich.

### Karriere
Nach langen Jahren des Umherziehens ließ er sich Ende der 1940er-Jahre in Nashville nieder. Hier wurde er schnell zu einem der gefragtesten Session-Gitarristen. Er ist unter anderem auf frühen Aufnahmen der Everly Brothers, Hank Williams und Don Gibson zu hören. Von 1949 bis 1950 begleitete er Mother Maybelle and The Carter Family bei Auftritten auf Tourneen, im Radio und in der Grand Ole Opry. Er bekam von RCA die Chance, eigene Singles und LPs einzuspielen, die zunächst wenig erfolgreich waren. Seine erste Hitparaden-Platzierung erreichte er 1955 mit dem rein instrumentalen Stück Mr. Sandman. 1957 wurde er Chef des neueröffneten Nashviller RCA-Studios. Dieses Studio wurde weltbekannt als RCA Studio B und gehört heute zu Country Music Hall of Fame. Atkins war damit zu einer der einflussreichsten Persönlichkeiten der Country-Szene geworden.
Als der Rock ’n’ Roll die Country-Musik zunehmend in den Hintergrund drängte, wurde Atkins auch als Produzent tätig. Er gehörte zu den wenigen, die sich dem Niedergang mit neuen Ideen entgegenstellten. Gemeinsam mit Owen Bradley und anderen entwickelte er den Nashville Sound, mit dem breitere Publikumsschichten erschlossen werden konnten. Der harte Country-Sound wurde geglättet und durch aufwändige Arrangements voller gemacht. Das Konzept ging auf, die Verkaufszahlen zogen wieder an.
In den 1960er-Jahren stieg Chet Atkins zum erfolgreichsten Produzenten Nashvilles auf. Er selbst spielte zahlreiche Langspielplatten mit größtenteils instrumentaler Musik ein. Darunter waren etliche Duett-Alben mit Stars wie Hank Snow, Jerry Reed und Merle Travis. 1965 hatte er mit Yakety Axe seinen größten Hit. Er gewann insgesamt 14 Mal den Grammy Instrumentalist des Jahres und zahlreiche weitere Auszeichnungen. George Harrison sagte einmal, dass es in Liverpool in jenen Jahren nur einen einzigen Gitarristen gab (Colin Manley von den Remo Four), der Chet-Atkins-Stücke nachspielen konnte (Harrison und Paul McCartney begeisterte insbesondere das Fingerpicking von Atkins, etwa beim auch von Manley gespielten Stück Trambone) aus dem Jahr 1957.
Nach dem Tod von Steve Sholes 1968 stieg Atkins zum Vizepräsidenten der RCA auf. Anfang der 1970er-Jahre tat er sich erneut mit Homer und Jethro zusammen. Unter dem Namen Nashville String Band wurden mehrere Alben veröffentlicht. 1973 wurde er in die Country Music Hall of Fame aufgenommen. In diesem Jahr erkrankte er schwer und beschloss, seine Tätigkeiten bei RCA stark einzuschränken und konzentrierte sich wieder mehr aufs Gitarrespielen. Im Sommer 1974 freundeten sich Linda und Paul McCartney während eines sechswöchigen Aufenthalts auf einer von ihnen angemieteten Farm in der Nähe Nashvilles mit Chet Atkins und dessen Ehefrau Leona Atkins an. Bei einem Essen, zu dem die Atkins’ die McCartneys eingeladen hatten, schenkte er Paul McCartney ein Buch über ägyptische Mythologie, was den Wings-Komponisten zum Schreiben des surrealistischen Songs Spirits of Ancient Egypt inspirierte. Anfang der 1980er-Jahre wechselte Chet Atkins zu Columbia Records, da RCA seinen Jazz-Ambitionen ablehnend gegenüberstand. Auch bei seiner neuen Plattenfirma nahm er gelegentlich Country-Alben auf; so entstanden gemeinsam mit dem Gitarristen der Dire Straits, Mark Knopfler, 1988 die LP C.G.P. (ein Akronym für Certified Guitar Player) und 1990 die LP Neck And Neck. Atkins Freund Roger Field machte ihm 1991 den Vorschlag, dass Atkins Aufnahmen mit einer Sängerin machen solle; er dachte dabei an Mary Ford. Atkins stimmte zu, wählte aber letztlich Suzy Bogguss als Sängerin.
Von der National Academy of Recording Arts and Sciences erhielt er 1993 für sein Lebenswerk den Lifetime Achievement Award – nur insgesamt etwa zehn Country-Musikern ist diese Ehre zuteilgeworden. Chet Atkins war über fünfzig Jahre lang als Musiker und Produzent aktiv und förderte die Karrieren zahlreicher Stars. Sein letztes zu Lebzeiten veröffentlichtes Studioalbum, The Day Fingerpickers Took Over the World, nahm er 1997 zusammen mit dem australischen Gitarrenvirtuosen Tommy Emmanuel auf. Als er 1997 erneut erkrankte, zog er sich aus dem aktiven Musikgeschäft zurück.
Am 30. Juni 2001 erlag Chet Atkins einem langjährigen Krebsleiden. Bis heute trifft sich die von ihm Ende der 80er Jahre initiierte Chet Atkins Appreciation Society (CAAS), die hauptsächlich aus Größen der Fingerstyle-Szene besteht, jährlich in Nashville. 2002 wurde er posthum als Sideman in die Rock and Roll Hall of Fame aufgenommen. Der Rolling Stone listete Atkins 2011 auf Rang 21 der 100 größten Gitarristen aller Zeiten.

## Chet-Atkins-Gitarren

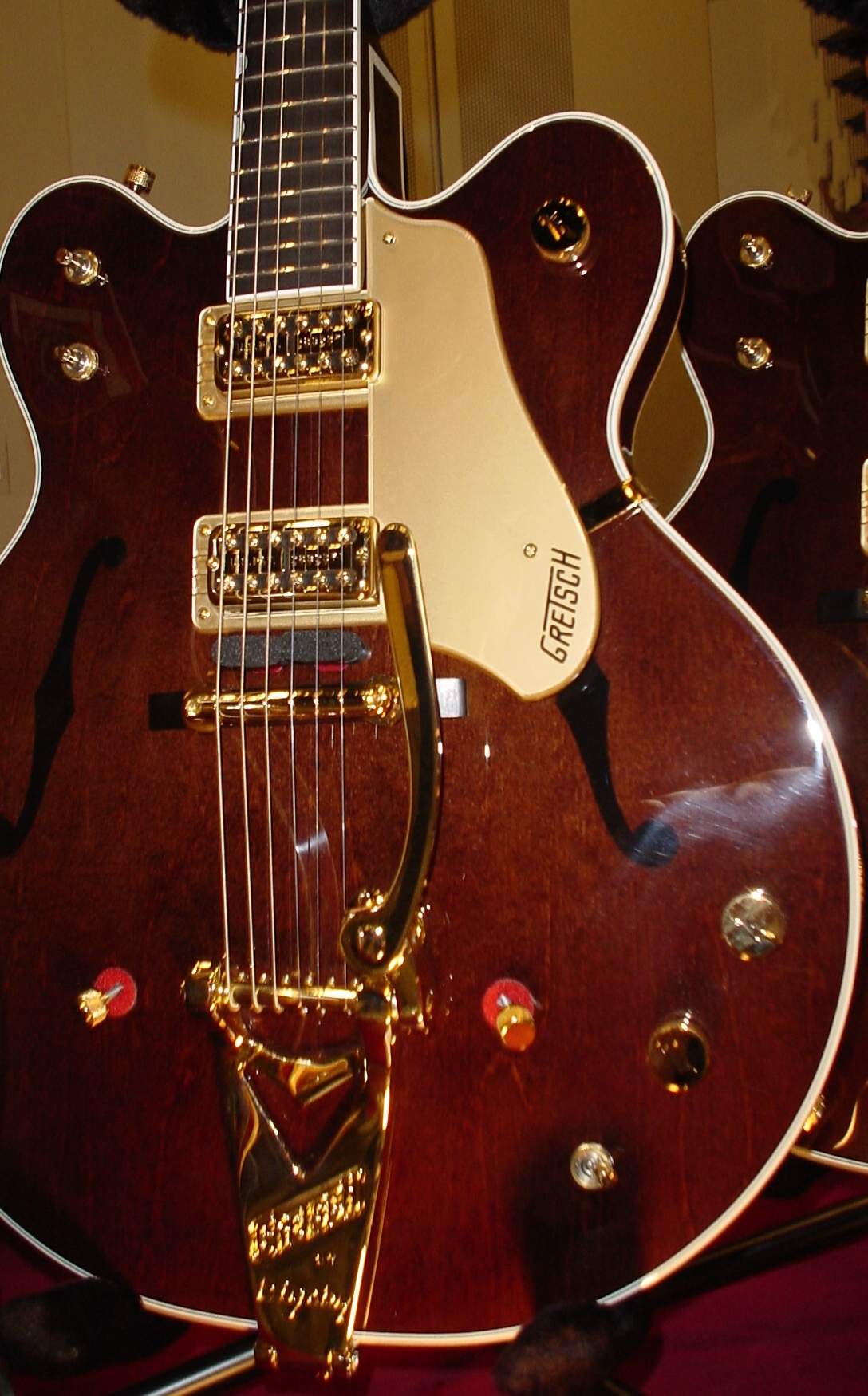
Eine E-Gitarre des Typs Gretsch Chet Atkins Country Gentleman (Modell-Nr. 6122), Baujahr 1958

Nicht unbedeutend war auch Atkins Zusammenarbeit mit zwei der großen amerikanischen Hersteller im Gitarrenbau, Gretsch und Gibson. Gretsch nahm Atkins, der in den 1950er Jahren auch das Archtop-Modell von John D’Angelico (1905–1964) für sich entdeckte, 1954 unter Vertrag, um mit ihm deren neue Western-Modelle zu bewerben. Ähnlich wie zuvor Les Paul bei Gibson war Atkins nicht nur Namensgeber, sondern konnte bei der Entwicklung dieser Instrumente auch Einfluss auf bestimmte Konstruktionsdetails nehmen. Die nach ihm benannten Signature-Modelle waren 1955 die Chet Atkins Hollow Body (Gretsch-Modellnummer 6120) und die Chet Atkins Solid Body (Modell-Nr. 6121). Sie wurden 1958 durch die Modelle Tennessean (6119) und Country Gentleman (6122) ergänzt, benannt nach dem gleichlautenden Titel Nr. 9 des Albums Mister Guitar. Auch wenn Atkins diesen Instrumenten stets die Aura der Country-Musik verliehen hatte, wurden sie doch allesamt klassische Rock-’n’-Roll-Ikonen. Namen wie Eddie Cochran, Duane Eddy, Brian Setzer und George Harrison sind untrennbar mit diesen Gitarren verbunden und bescherten Gretsch über Jahre hinweg hohe Absatzquoten.
Als Folge der Übernahme von Gretsch durch Baldwin wurde ab 1972 die Produktion von Brooklyn nach Boneville, Arkansas, verlegt. Bei der damit verbundenen Neuorientierung im Programm trat Atkins mit der Super Chet (7690 in rot/7691 in braun) an. Eine etwas schlichtere Version davon hieß DeLuxe Chet (7680 rot/7681 braun) sowie die Dauerbrenner Tennessean, Nashville und Country Gentleman, die in angepasstem Design die Atkins-Modellreihe vervollständigten. Die letzte Innovation, die Atkins zusammen mit Gretsch entwickelte, waren die Modelle Atkins Super Axe (7680 rot/7681 anthrazit) und Atkins Axe (7685 anthrazit/7686 rot), die 1976 erschienen. Hierbei handelte es sich um Solidbody-Gitarren, die sich darin unterschieden, dass die Super Axe Phaser und Kompressor als batteriebetriebene Effekte eingebaut hatte, während die Axe als Standardversion auf das Effektboard verzichten musste. Nach 25 Jahren erfolgreicher Zusammenarbeit trennte sich Atkins 1979 von dem Unternehmen.

## Diskografie (Auswahl)
Chet Atkins hat in seiner musikalischen Laufbahn über hundert Alben veröffentlicht.
- 1953 – Chet Atkins’ Gallopin’ Guitar
- 1955 – Chet Atkins in Three Dimensions
- 1956 – Finger-Style Guitar
- 1959 – Mister Guitar
- 1966 – Chet Atkins Picks on the Beatles[9]
- 1970 – Me and Jerry Reed (mit Jerry Reed)
- 1971 – Country Pickin’
- 1972 – C. B. Atkins and C. E. Snow (mit Hank Snow)
- 1972 – Finger Pickin’ Good
- 1972 – Me and Chet (mit Jerry Reed)
- 1973 – Alone
- 1974 – The Atkins-Travis Traveling Show (mit Merle Travis)
- 1975 – The Night Atlanta Burned
- 1976 – Chester and Lester (mit Les Paul)
- 1979 – The First Nashville Guitar Quartet
- 1979 – The Nashville String Band (mit Homer and Jethro)
- 1980 – Reflections (mit Doc Watson)
- 1981 – Standard Brands (mit Lenny Breau)
- 1981 – Country—After All These Years
- 1985 – Stay tuned mit George Benson, Mark Knopfler, Larry Carlton, Steve Lukather
- 1990 – Neck and Neck (mit Mark Knopfler, UK: Gold)[10]
- 1994 – Read My Licks
- 1994 – Simpatico (mit Suzy Bogguss)
- 1994 – Sneakin’ Around (mit Jerry Reed und Mark Knopfler)
- 1996 – Almost Alone
- 1997 – The Day Finger Pickers Took Over The World (mit Tommy Emmanuel)

## Literarische Werke
- Chet Atkins, Bill Neely: Country Gentleman. Chicago 1974, ISBN 0-8092-9051-0.
- Chet Atkins, Tommy Flint: Complete Chet Atkins Guitar Method. Pacific 2002, ISBN 0-7866-6517-3.
- Chet Atkins, Russ Cochran: Me and My Guitars. Milwaukee 2003, ISBN 0-634-05565-8.
- Chet Atkins, John Knowles: Get Started on Guitar. Pacific 2006, ISBN 0-7866-7484-9.